# Ново-Васильевка (Советский район)
Ново-Васильевка (укр. Нововасилівка, крымскотат. Novo Vasilyevka, Ново-Васильевка) — исчезнувший хутор в Советском районе Республики Крым (согласно административно-территориальному делению Украины — Автономной Республики Крым). Располагалось на севере района, примерно в 2,5 километрах к западу от современного села Ровенка.

## История
Первое документальное упоминание села встречается в Статистическом справочнике Таврической губернии. Ч.II-я. Статистический очерк, выпуск пятый Феодосийский уезд, 1915 год, согласно которому на хуторе Ново-Васильевка Андреевской волости Феодосийского уезда Таврической губернии числилось 4 двора с русским населением в количестве 34 человек приписных жителей и 3 — «посторонних».
После установления в Крыму Советской власти, по постановлению Крымревкома № 206 «Об изменении административных границ» от 8 января 1921 года была упразднена волостная система и село вошло в состав Ичкинского района Феодосийского уезда, а в 1922 году уезды получили название округов. 11 октября 1923 года, согласно постановлению ВЦИК, в административное деление Крымской АССР были внесены изменения, в результате которых округа были отменены, Ичкинский район упразднили, включив в состав Феодосийского в состав которого включили и село. Согласно Списку населённых пунктов Крымской АССР по Всесоюзной переписи 17 декабря 1926 года на хуторе Ново-Васильевка Емельяновского сельсовета Феодосийского района, числилось 11 дворов, все крестьянские, население составляло 48 человек, из них 44 русских и 4 армян. Постановлением ВЦИК «О реорганизации сети районов Крымской АССР» от 30 октября 1930 года Феодосийский район был упразднён и был создан Сейтлерский район (по другим сведениям 15 сентября 1931 года), в который включили селение, а, с образованием в 1935 году Ичкинского — в состав нового района. В последний раз Ново-Васильевка встречается на карте 1941 года.